# Rune Dahmke
Rune Dahmke (Quiel, 10 de abril de 1993) é um jogador de handebol alemão.

## Carreira

### Carreira nos clubes
Rune Dahmke começou a jogar handebol no SV Mönkeberg e mudou-se para o THW Kiel em 2008. Na temporada 2012/13, Dahmke teve o direito de jogar duas vezes, jogou na 3ª liga pelo TSV Altenholz e na Liga dos Campeões pelo THW Kiel, onde disputou uma vitória fora de casa por 28:25 no dia 20 de fevereiro. Em 2013, o clube romeno HCM Constanța foi usado por 2 minutos e meio. Com o Altenholz foi promovido à 2ª divisão na temporada 2013/14. A partir da temporada 2013/14 fez parte oficialmente do elenco da THW Bundesliga, mas continuou jogando pelo TSV Altenholz. Para a temporada 2014/15 assinou um contrato de dois anos com o THW Kiel, onde joga na ala esquerda como sucessor de Guðjón Valur Sigurðsson, que se transferiu para o FC Barcelona. Em 2014, 2015, 2020, 2021, 2022 e 2023 ele ganhou a Supercopa DHB com os Zebras, o campeonato alemão em 2015, 2020, 2021 e 2023, a Copa DHB em 2017, 2019 e 2022, e a Copa DHB em 2017, 2019 e 2022. Copa EHF e em 2020 a Liga dos Campeões da EHF.

### Carreira internacional
Em novembro de 2015, Dahmke foi nomeado pelo técnico Dagur Sigurðsson para a seleção alemã para a Supercopa contra Brasil, Sérvia e Eslovênia. No dia 6 de novembro de 2015, fez sua primeira aparição na vitória por 29 a 20 sobre o Brasil no Flensburg Campus Hall, na qual contribuiu com um gol. No Campeonato Europeu de 2016 na Polônia, ele e a seleção alemã sagraram-se campeões europeus com uma vitória de 24:17 sobre a Espanha. Para o Campeonato da Europa de 2018, foi nomeado para o elenco de 20 jogadores pelo seleccionador nacional Christian Prokop, que participou na preparação. Depois de inicialmente não viajar para o Campeonato Europeu na Croácia, ele foi indicado para a rodada principal do torneio em 20 de janeiro de 2018. Ele disputou 72 partidas até agora, nas quais marcou 110 gols.
Dahmke foi indicado para o Campeonato Europeu de 2022 antes da terceira rodada. Esteve na convocatória para o Campeonato Europeu de 2024 e conquistou o 4º lugar com a Alemanha. Nos Jogos Olímpicos de Verão de 2024, em Paris, conquistou a medalha de prata no torneio masculino do handebol, após confronto na final contra a equipe dinamarquesa.